# Csonnam Dragons
A Csonnam Dragons (전남 드래곤즈) dél-koreai labdarúgócsapat.

## Története
A klubot 1994. december 16-án alapították, első vezetőedzője pedig az egykori válogatott szélső, Jung Byung-tak lett. Első K League mérkőzését 1995. március 25-én játszotta. Az eddigi legsikeresebb szezonjuk az 1997-es volt, amikor a Busan iPark csapata mögött második helyen fejezték be a bajnokságot, illetve elhódították az FA-kupát. 1999-ben a Csonnam először indult a nemzetközi porondon, az Ázsiai Kupagyőztesek Európa-kupájában, ahol 4-1-re győzték le a japán Kasima Antlers csapatát. 2007-ben másodszor is kupagyőztesek lettek, a szövetségi kapitánnyá kinevezett Huh Jung-moo helyett pedig Park Hang-seo lett a vezetőedző. Legnagyobb riválisuk a Jeonbuk Hyundai Motors, a két klubot ugyanabban az évben alapították.

## Trófeák

### Bajnokság
- K League Classic

Ezüstérmes (1): 1997

### Kupa
- FA-kupa

Győztes (4): 1997, 2006, 2007, 2021
Döntős (1): 2003

## Eredmények
| Szezon | Bajnokság | Csapatok száma | Helyezés | FA-kupa          | AFC BL     |
| ------ | --------- | -------------- | -------- | ---------------- | ---------- |
| 1995   | 1         | 8              | 5        | –                | –          |
| 1996   | 1         | 9              | 6        | Negyeddöntő      | –          |
| 1997   | 1         | 10             | 2        | Győztes          | –          |
| 1998   | 1         | 10             | 4        | Elődöntő         | –          |
| 1999   | 1         | 10             | 3        | Negyeddöntő      | –          |
| 2000   | 1         | 10             | 7        | Nyolcaddöntő     | –          |
| 2001   | 1         | 10             | 8        | Nyolcaddöntő     | –          |
| 2002   | 1         | 10             | 5        | Negyeddöntő      | –          |
| 2003   | 1         | 12             | 4        | Döntős           | –          |
| 2004   | 1         | 13             | 3        | Negyeddöntő      | –          |
| 2005   | 1         | 13             | 11       | Elődöntő         | –          |
| 2006   | 1         | 14             | 6        | Győztes          | –          |
| 2007   | 1         | 14             | 10       | Győztes          | Csoportkör |
| 2008   | 1         | 14             | 9        | Nyolcaddöntő     | Csoportkür |
| 2009   | 1         | 15             | 4        | Negyeddöntő      | –          |
| 2010   | 1         | 15             | 9        | Elődöntő         | –          |
| 2011   | 1         | 16             | 7        | Negyeddöntő      | –          |
| 2012   | 1         | 16             | 11       | Nyolcaddöntő     | –          |
| 2013   | 1         | 14             | 10       | Nyolcaddöntő     | –          |
| 2014   | 1         | 12             | 7        | 32 közé jutásért | –          |
| 2015   | 1         | 12             | 9        | Elődöntő         | –          |
| 2016   | 1         | 12             | 5        | Negyeddöntő      | –          |

## Szponzorok
Mezszponzor
- 1995–96: Ludis
- 1997: Umbro
- 1998: Adidas
- 1999: Reebok
- 2000: Umbro
- 2001: Adidas
- 2002–03: Umbro
- 2004–05: Hummel International
- 2006–09: Astore
- 2010–11: Jako
- 2012–: Kelme

## Jelenlegi keret
2016. január 5-én frissítve
| #  |        | Poszt | Név            |
| -- | ------ | ----- | -------------- |
| 1  | KOR    | K     | Kim Min-sik    |
| 2  | KOR    | V     | Choi Hyo-jin   |
| 3  | KOR    | KP    | Lee Seul-chan  |
| 4  | KOR    | V     | Hong Jin-gi    |
| 5  | KOR    | V     | Ko Tae-won     |
| 8  | CRO    | KP    | Vedran Jugović |
| 10 | Brazil | CS    | Jair           |
| 11 | KOR    | CS    | Ahn Yong-woo   |
| 13 | KOR    | V     | Hyun Young-min |
| 14 | KOR    | KP    | Kim Young-wook |
| 15 | KOR    | V     | Bang Dae-jong  |
| 16 | KOR    | KP    | Han Chan-hee   |
| 17 | KOR    | V     | Lee Ji-nam     |
| 18 | KOR    | CS    | Bae Chun-suk   |
| 20 | KOR    | KP    | Yang Joon-a    |
| 21 | KOR    | K     | Lee Ho-seung   |
| 22 | KOR    | KP    | Jeon Sung-chan |

| #  |     | Poszt | Név             |
| -- | --- | ----- | --------------- |
| 23 | KOR | KP    | Heo Yong-joon   |
| 24 | KOR | V     | Kim Kyung-jae   |
| 25 | KOR | KP    | Han Ji-won      |
| 26 | KOR | KP    | Oh Young-joon   |
| 27 | KOR | K     | Han Yoo-sung    |
| 28 | AUS | V     | Tomislav Mrčela |
| 29 | KOR | K     | Kim Kyo-bin     |
|    | KOR | KP    | Song Chang-ho   |
|    | KOR | KP    | Kim Hyun-tae    |
|    | KOR | V     | Lee Yoo-hyeon   |
|    | KOR | CS    | Kim Seong-joo   |
|    | KOR | K     | Kim Dae-ho      |
|    | KOR | V     | Yeon Jei-min    |
|    | KOR | V     | Park Dae-han    |
|    | KOR | V     | Kim Jun-su      |
|    | HUN | CS    | Feczesin Róbert |

## Vezetőedzők
| A klub edzői az 1994-es alapítástól napjainkig | A klub edzői az 1994-es alapítástól napjainkig | A klub edzői az 1994-es alapítástól napjainkig | A klub edzői az 1994-es alapítástól napjainkig | A klub edzői az 1994-es alapítástól napjainkig | A klub edzői az 1994-es alapítástól napjainkig |
| #                                              | Név                                            | Edzőség kezdete                                | Edzőség vége                                   | Szezon                                         | Megjegyzés                                     |
| ---------------------------------------------- | ---------------------------------------------- | ---------------------------------------------- | ---------------------------------------------- | ---------------------------------------------- | ---------------------------------------------- |
| 1                                              | Jung Byung-Tak                                 | 1994/10/24                                     | 1996/05/27                                     | 1995–1996                                      |                                                |
| 2                                              | Huh Jung-Moo                                   | 1996/05/27                                     | 1998/10/14                                     | 1996–1998                                      |                                                |
| 3                                              | Lee Hoe-Taik                                   | 1998/09/23                                     | 2003/11/30                                     | 1998–2003                                      |                                                |
| 4                                              | Lee Jang-Soo                                   | 2003/12/16                                     | 2004/12/05                                     | 2004                                           |                                                |
| 5                                              | Huh Jung-Moo                                   | 2004/12/22                                     | 2007/12/07                                     | 2005–2007                                      |                                                |
| 6                                              | Park Hang-Seo                                  | 2007/12/27                                     | 2010/11/05                                     | 2008–2010                                      |                                                |
| 7                                              | Jung Hae-Seong                                 | 2010/11/10                                     | 2012/08/10                                     | 2011–2012                                      |                                                |
| C                                              | Yoon Deok-Yeo                                  | 2012/08/10                                     | 2012/08/12                                     | 2012                                           |                                                |
| 8                                              | Ha Seok-Ju                                     | 2012/08/16                                     | 2014/11/29                                     | 2012–2014                                      |                                                |
| 9                                              | Roh Sang-rae                                   | 2014/11/30                                     | 2016/10/13                                     | 2014–2016                                      |                                                |
| 10                                             | Song Kyung-sub                                 | 2016/10/13                                     | 2016/12/29                                     | 2016                                           |                                                |
| 11                                             | Roh Sang-rae                                   | 2016/12/30                                     |                                                | 2017–                                          |                                                |

## Fordítás
Ez a szócikk részben vagy egészben  a   Jeonnam Dragons című angol Wikipédia-szócikk fordításán alapul.  Az eredeti cikk szerkesztőit annak laptörténete sorolja fel. Ez a jelzés csupán a megfogalmazás eredetét és a szerzői jogokat jelzi, nem szolgál a cikkben szereplő információk forrásmegjelöléseként.

## Külső hivatkozások
- Hivatalos honlap